# Piła (gmina)
Piła – dawna gmina wiejska istniejąca w latach 1945–1950 w woj. poznańskim (dzisiejsze woj. wielkopolskie). Siedzibą władz gminy było miasta Piła, które stanowiło odrębną jednostkę administracyjną. Obejmowała zalesione i rzadko zaludnione obszary tuż na wschód od Piły, odpowiadające dzisiejszej dzielnicy Podlasie z Płotkami.
Gmina Piła powstała po II wojnie światowej (1945) na terenie tzw. Ziem Odzyskanych (tzw. III okręg administracyjny – Pomorze Zachodnie). 25 września 1945 gmina – jako jednostka administracyjna powiatu trzcianeckiego – została powierzona administracji wojewody poznańskiego, po czym z dniem 28 czerwca 1946 została przyłączona do woj. poznańskiego, wchodząc równocześnie w skład nowo utworzonego powiatu pilskiego.
Po wojnie w PRL, jako jedna z 10 gmin wiejskich powiatu pilskiego, nie była podzielona na gromady. Gmina Piła figuruje w powojennych spisach i na mapach administracyjnych do 1950 roku. Ostatnia znana wzmianka na mapie Głównego Urzędu Pomiarów Kraju z 3 grudnia 1950 roku. Następnie zlikwidowana, a jej obszar włączony do Piły.